# Hetty Green
Henrietta Howland Green dite Hetty Green, née le 21 novembre 1834 à New Bedford et morte le 3 juillet 1916 à New York, est une femme d'affaires américaine de la période Gilded Age. Surnommée « la sorcière de Wall Street », elle fut l'une des rares femmes financières de son temps et sans doute l'une des plus riches du monde.

## Origines
Née Henrietta Howland Robinson dans le port de New Bedford (Massachusetts), Hetty est la fille d'Edward Mott Robinson et d'Abby Howland, une famille de quakers qui s'est enrichie grâce à la chasse à la baleine : ses parents possèdent une importante flotte et trouvent des débouchés jusqu'en Chine. À deux ans, elle est élevée par son grand-père. Son petit frère meurt prématurément. Sa mère, malade, reste alitée. Dès l'âge de six ans, elle se rapproche de son père, lui lisant la presse financière. À treize ans, elle s'occupe du budget familial. De 16 à 19 ans, elle entre dans un collège réservé aux filles et dirigé par Eliza G. Wing à East Sandwich.

## Héritages
En 1860, sa mère meurt, lui laissant 8 000 dollars. Peu de temps après, une tante lui lègue la somme de 20 000 dollars. En 1865, son père meurt à son tour : l'héritage est considérable, Hetty se retrouve à la tête de 5 millions de dollars, dont une partie sous forme de placements sécurisés. Les États-Unis sont en guerre civile : Hetty souscrit alors à l'emprunt de guerre, convertissant son capital en obligations garanties par l'Union.
En 1865, Sylvia Ann Howland, une autre tante d'Hetty, meurt, lègue 2 millions de dollars, principalement à des œuvres de charité. Se sentant lésée, Hetty conteste les termes du testament en produisant devant les tribunaux une lettre de sa tante qui la désignait comme légataire. Le procès dure cinq ans et il est démontré, par un raisonnement mathématique cependant non-valide de Benjamin et Charles Peirce, que ce document est un faux. Hetty récupère 600 000 dollars.
En 1867, multimillionnaire à la réputation quelque peu entachée par cette affaire, elle se marie, sous le régime de séparation de biens, avec Edward Henry Green, appartenant à une riche famille du Vermont. Le couple s'installe à Manhattan, mais se retrouve harcelé par d'autres membres du clan Robinson : Hetty et Edward déménagent alors à Londres. Leurs deux enfants, Edward (dit « Ned ») et Sylvia, naîtront dans la capitale britannique.

## La financière en habits noirs
Tandis que son époux joue au « gentleman-banquier », Hetty Green, depuis la place financière de Londres, adopte une ligne de conduite en matière d'investissements dont elle ne s'écarta jamais : placements prudents, réserves de trésorerie importante et beaucoup de sang froid. Alors que l'opinion se méfie des greenbacks, ces billets émis par le gouvernement américain pour financer la dette issue de la Guerre civile, Hetty, au contraire, rachète les titres obligataires à bas prix et réalise un profit de plus d'un million de dollars en une seule année. Par la suite, elle place d'importantes sommes dans les obligations de chemin de fer.
Le couple revient aux États-Unis et s'installe dans la ville natale d'Edward Green, à Bellows Falls (Vermont). Hetty ne tarde pas à se quereller avec son mari, grand dépensier, et le voisinage. En 1885, la faillite de la maison de banque John J. Cisco & Son laisse apparaître qu'Edward en est le principal débiteur : Cisco accordait des lignes de crédit au mari d'Hetty, sur le seul nom de l'épouse fortunée, qui est par ailleurs principale actionnaire de l'établissement financier. Arguant la séparation de biens, Hetty sauve ses avoirs au moment de la liquidation et les transfère à la Chemical Bank. Dans la foulée, elle prie Edward de quitter le domicile. Il meurt le 19 mars 1902 à la suite de graves complications cardiaques, non sans qu'Hetty se soit occupé de lui.
Les affaires d'Hetty continuent d'être prospères, grâce à des placements dans des terrains, la pierre, les chemins de fer et les mines. Son parc immobilier devient considérable car elle accorde de nombreux prêts hypothécaires. La ville de New York sollicite à plusieurs reprises l'aide financière d'Hetty Green, plus particulièrement lors de la panique de 1907 : elle fait alors un chèque de 1,1 million de dollars et exige comme contrepartie des obligations à court terme.
Son avarice, sa frugalité et son côté miséreux deviennent légendaires. Pour économiser des frais de bureau, elle s'installe directement dans les locaux de la Seaboard National Bank de New York. Du fait sans doute de ses origines quakers mais aussi du deuil de son époux, elle s'habille continuellement en noir, et reçoit bientôt le surnom de « sorcière de Wall Street ». Elle part, seule, parcourant plusieurs centaines de miles, pour récupérer des impayés. Du côté de sa maisonnée, il semble qu'elle ne se nourrissait que de porridge, n’organisait aucune réception et ne suivait pas la dernière mode.
Ses dernières années, elle les passe sur une chaise roulante, allant d'un petit appartement à l'autre du côté de Brooklyn afin de ne pas trop payer d'impôts fonciers et refusant de se faire opérer d'une hernie au prétexte qu'il lui en coûterait 150 dollars. Elle rejoint l'Église épiscopale à la fin de sa vie.
Hetty Green meurt des suites d'une grippe au domicile de son fils le 3 juillet 1916, à l'âge de 81 ans. Elle est enterrée à côté de son mari, à Bellows Falls.

## Descendance
- Edward Howland Robinson Green (1868-1936) : L'aîné d'Hetty s'éloigne de sa mère pour gérer les propriétés familiales situées à Chicago puis au Texas. Installé à Fort Worth, il se lance en politique et fait alliance avec William Madison McDonald (1866-1960), un républicain d'origine afro-américaine qui est par la suite l'un des premiers Noirs millionnaires du pays. S'étant rapproché de sa mère sur le tard, Ned est réputé pour être un grand philatéliste et numismate : sa collection est l'une des plus importantes au monde. Après la mort de sa mère, il hérite de près de cent millions de dollars. Ensuite, il épouse Mabel E. Harlow, une demi-mondaine avec laquelle il a vécu en secret maritalement. Il fait construire deux énormes résidences, dont l'une est commandée à l'architecte Alfred Bossom. Il se passionne aussi pour l'horticulture et la technologie, amassant voitures, prototypes scientifiques, mais aussi d'anciens baleiniers. Il laisse à sa mort plus de 40 millions de biens qui vont à sa sœur Sylvia tandis qu'à sa veuve, il octroie une pension annuelle à vie.
- Henrietta Sylvia Ann Howland Green Wilks (1871-1951) : Jusqu'à l'aube de la quarantaine, Sylvia vit auprès de sa mère, qui décourage tous ses prétendants. Le 23 février 1909, Sylvia épouse Matthew Astor Wilks (1844–1926), l'un des héritiers de la famille Astor, qui possède une fortune évaluée à 2 millions. Sylvia suit les conseils maternels en matière de placements, séparant sa fortune de celle de son mari, investissant prudemment et conservant d'importantes réserves de trésorerie, si bien qu'elle sort indemne de la crise de 1929. À la mort de son frère Ned, elle hérite de sa résidence située à Round Hill qu'elle finit par léguer en 1948 au Massachusetts Institute of Technology avec les objets scientifiques qu'elle contient. À sa mort, Sylvia laisse une fortune estimée à 100 millions dont la majeure partie est léguée à des fondations.

Sans héritiers directs, les deux enfants d'Hetty sont enterrés à Bellows Falls, dans le caveau familial.